# Імена Бога в юдаїзмі
Ім'я Бога, що найбільш часто зустрічається в Торі — יהוה, не має вимови в традиційному юдаїзмі, також відоме під терміном тетраграматон. Юдаїзм також відноситься до слів Адонай (буквально «Наш Господь») і Елохім («Бог») з повагою, вимагає їх заміни на інші епітети для уникнення згадки даремно, хоч ці слова і не є іменами. Крім тетраграматона, в Торі і книгах пророків присутні й інші імена власні, а також епітети, що описують Бога. Деякі з цих епітетів використовуються в єврейській літургії. Поза літургії використовуються особливі евфемізми, замінюють табуйовані імена в різних контекстах. Також вживаються еквіваленти цих епітетів на інших мовах, наприклад, «Рахмана» («Всемилостивий») арамейською в Талмуді, або «Ейбиштер» («Всевишній») на їдиш.
У кабалі розкриваються десять Священних Імен Творця, згаданих у Торі (Зоар, Вайкра п. 156—177), які відповідають 10 сфиротам.

## Яхве
Чотирибуквене ім'я Бога — (івр. יְהוָֹה,  — власне ім'я Господа. Вперше зустрічається в Торі в Бут 2:4. Використовується в першій з десяти заповідей (Втор 5:6).
Вимова вголос табуйована, при вимові замінюється словом «Адонай» чи «Га-Шем», і т. д. залежно від контексту. У письмовому вигляді зберігається у вигляді тетраграматона в свитках Тори і друкованих виданнях та книгах пророків, які увійшли в Танах, а також в деяких молитовниках (без наголосних). У багатьох молитовниках і в інших книгах в цитатах з Тори буквою замінюється хей з апострофом ('ה), або двома літерами йод (יי).

## Адонай
Часто транслитеруєтся в як «Господь». Термін «Адонай» використовується гебреями замість вимови імені Єгови під час читання Танаха. Вважається пов'язаним з атрибутом милосердя та суду.

## Га-Шем
«Га-Шем» — буквально «Ім'я» (з певним артиклем або «з великої літери»), (івр. השם).
Строго кажучи, це не ім'я, а евфемізм, «позначення імені», що використовується замість імені-епітета «Адонай» і іноді замість «Елохім» які, при меншій табуйованості, також традиційно уникають вимовляти даремно поза молитви чи релігійної служби — наприклад, при навчанні або спілкуванні з пресою. Іноді використовується варіант «Адошем» для збереження розміру (при цитуванні літургії поза богослужінням, наприклад, при репетиції мелодії).

## Елогім

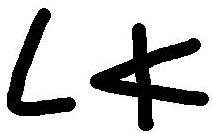
Зображення імені бога Ел фінікійськими літерами

Зазвичай розуміється як Pluralis majestatis від стародавнього семітського Ель (івр. אלאלівр. אל, пор. Аллах), що перекладається як «Бог» або «бог». Часто знаходиться у формі «Елогейну» — «наш Бог». Вважається пов'язаним з атрибутом суду і справедливості.

## Егье-Ашер-Егье
Егье-Ашер-Егье (івр. אהיה אשר אהיהאהיה אשר אהיה, івр. אהיה אשר אהיה) буквально перекладається «Буду яким буду», в традиційних перекладах — «Я є Сущий», з першого з трьох відповідей, даних Всевишнім на питання Мойсея про Його ім'я, яке слід повідомити євреїв, перебуває в рабстві в Єгипті (Исх 3:14). В арамейському перекладі (Таргум Онкелоса) ця фраза не переведена, а приводиться в оригіналі, як власне ім'я, і в такому вигляді цитується в Талмуді (Бава Батра 73a).

## Саваоф
Саваоф (ін-євр. дав-євр. צבאות‎, цеваот, буквально «(Господь) Воїнств») — один з епітетів Бога в юдейській і християнській традиціях, що вживається, як правило, у поєднанні з тетраграматоном. Цей епітет може означати як «(Господь) воїнств Ізраїлевих», так і «(Господь) воїнств Ангельських», або Небесних воїнств. У Танаху слово Саваот починає зустрічатися з Першої книги Царів.
На відміну від інших імен та епітетів Бога (Елогім, Єгова, Адонай), Саваот позначає властивість всемогутності, образ якого запозичений від воїнства. Цей епітет не зустрічається в давніх книгах Біблії, але він часто вживається у пророків, і у псалмах («Господь бог Саваот»). Зважаючи на те, що цей епітет пов'язаний з поняттям воїнства, деякі бачать в ньому просто «Бога війни»; ця думка спростовується тим, що епітет «Саваот» не вживався в часи, коли євреї розвивали найбільшу войовничу діяльність, а, навпаки, часто вживався в ті часи, коли войовничість поступалася місце мирного розвитку. Правильніше бачити в цьому терміні ідею Бога як всемогутнього Владики всіх сил неба і землі, так як за біблійним уявленням, зірки та інші космічні явища — теж свого роду «воїнства», володар яких є Бог, як, наприклад, Єгова-Саваот у перекладі — «Господь сил» (1Цар.17:45; Пс.23:10, Іс.1:24 й ін).

## Атік Йомін
Ветхий днями (Атік Йомин) — образ Бога з книги пророка Даниїла (Дан 7:9).

## Шем Га-Мефораш
Шем Га-Мефораш (שם המפורש Shem ha-Mephorash) — давньоєврейська фраза, що означає «72-кратне ім'я Бога». Вважається збільшеним Тетраграмматоном.

## Страх Ісака
«Пахад Йицхак» — буквально, «страх Ісаака», або «трепет Ісаака» — один з епітетів Бога, зустрічається в Біблії тільки один раз (Бут 31:42).

## Шалом
Шалом (івр. שלוםשלוםівр. שלום — «Мир»). У Талмуді сказано: «ім'я Бога є „Мир“» (Перек Га-Шалом, Шаб. 10б) (Суд 6:24).

## Га-Маком
А-Маком (івр. המקוםהמקום, івр. המקום) — «Всюдисущий», буквально: Місце (з певним артиклем) — в єврейській традиції, Всесвіт представляється як «думка Бога», тобто, підкреслюється, що не Всевишній є частиною нашого світу або однієї з сутностей в ньому, але навпаки, світ існує по Його волі, і Всевишній вміщує його. У такому вигляді згадується в традиційному вираженні співчуття тим хто перебуває в жалобі, івр. המקום ינחם אתכם בתוך שאר אבלי ציון וירושליםהמקום ינחם אתכם בתוך שאר אבלי ציון וירושליםівр. המקום ינחם אתכם בתוך שאר אבלי ציון וירושלים, «нехай утішить Всюдисущий вас разом з іншими тими, що скорблять Сіоном, та Єрусалимом».

## Шехіна
Слово Шехіна (івр. שכינהשכינה, івр. שכינה) буквально перекладається як «присутність». Цей епітет Бога ні разу не використовується в Старому завіті; рабини використовували його, кажучи про божественну присутність в Скинії Заповіту або серед народу Ізраїлю. З усіх імен Бога це єдине, що стоїть у жіночому роді; Шхіна вважається іпостассю милосердя і прощення. Шхіна згадується в заупокійних та пам'ятних молитвах ашкеназького обряду. Іноді до Шхіни звертаються за допомогою і підтримкою в домашніх справах; це ім'я Бога використовується, наприклад, в благословенні будинку.